# 2009年世界大賽
2009年世界大賽是美國職棒大聯盟（MLB）2009年球季的總冠軍賽，也是第105屆世界大賽。本屆大賽採七戰四勝制，由世界大賽衛冕軍的國聯冠軍費城費城人，對上美聯冠軍紐約洋基。洋基最終以四勝二敗擊敗費城人，奪得隊史第27座世界大賽冠軍。本屆世界大賽舉行於10月28日至11月4日，由福斯負責轉播，平均每場約有一千九百萬觀看數。該年亦是首次將世界大賽的正規賽事安排在11月，最終第六戰打到11月4日，讓該年成為至今為止最晚結束的世界大賽。此外本屆世界大賽重演了1950年世界大賽的對戰組合。
美國聯盟於全明星賽上以4比3取得對戰八連勝，並拿下當年世界大賽的主場優勢。費城人以國家聯盟東區龍頭之姿晉級季後賽，而洋基同樣也是以美國聯盟東區龍頭之姿晉級，但他們取得的是全聯盟最佳戰績。在季後賽場上，費城人先在五戰三勝制的國聯分區賽上擊敗科羅拉多落磯，然後再於七戰四勝制的國聯冠軍賽中擊敗洛杉磯道奇，晉級世界大賽。而洋基隊則是先在美聯分區賽擊敗明尼蘇達雙城，再於美聯冠軍賽擊敗洛杉磯安那罕天使，成功打入自2003年以來的首次世界大賽。最後費城人成為2001年的洋基之後，首支在世界大賽中衛冕失敗的球隊。
費城人第一戰靠克里夫·李完投九局、僅失一分非自責分的好表現奪下勝利，另外蔡斯·阿特利也敲出兩分砲助隊一臂之力。第二戰洋基則是靠馬克·特薛拉及松井秀喜各一發陽春砲的表現，以3比1扳回一城。第三戰賽前因雨延遲，但開賽後兩隊火力十足，共打出六發全壘打並合計得到十三分，最終以洋基拿下勝利告終。此後洋基於第四戰趁勝追擊，強尼·戴蒙九局上的機智跑壘帶動全隊打下關鍵三分，助隊以三勝一敗聽牌。費城人隨後於第五戰發動反攻，靠著阿特利的兩分砲扳回一城。但洋基最終仍在第六戰取勝，松井秀喜更是在此戰打出本次世界大賽的第三轟，獲選為本屆世界大賽最有價值球員，成為首名以日籍及指定打擊身分獲獎的球員。此外，松井秀喜在本次世界大賽僅先發出賽主場的三場比賽就拿下最有價值球員獎，係因國聯主場不採用指定打擊制。
本屆世界大賽有多項紀錄被追平、擴大或打破，其中包含洋基的27座世界大賽冠軍、安迪·派提特生涯季後賽奪18勝、馬里安諾·李維拉世界大賽11次的救援成功、亞特利世界大賽的五發全壘打、萊恩·霍華德在世界大賽被三振13次以及松井秀喜世界大賽單場六分打點的紀錄。

## 晉級之路

### 費城費城人隊
休賽季期間，費城人將助理總經理小魯本·艾馬里諾拔擢為總經理，接替走完三年約後退休的帕特·吉利克。他們休賽季期間最大的更動是針對左外野手的部分：派特·布瑞爾成為自由球員後離隊，由另一名自由球員勞爾·伊巴涅斯接手。另外他們還在自由市場中補強了投手朴贊浩，後者原本是作為牛棚的備選投手，以填補中繼投手J·C·羅梅羅因違反藥物政策而被禁賽50場比賽期間的空缺，但後來朴贊浩在春訓期間贏得了五號先發的地位。
2009年7月，費城人球探在兩場與多明尼加夏季聯盟費城人的比賽中對佩卓·馬丁尼茲做出評價後，與其簽下一年一百萬美元的合約。2009年8月12日，馬丁尼茲取代傑米·莫耶成為費城人先發輪值的一員，並在前七場先發都奪勝，刷新隊史先發投手初登板的連勝紀錄。費城人在交易大限又做一筆大補強，將四名小聯盟球員送往克里夫蘭印地安人，換回投手克里夫·李及外野手班·弗朗西斯科。克里夫·李後來在當年的正規季賽中，代表費城人先發12場奪下七勝。
費城人正規賽季期間幾乎都是處於國家聯盟東區龍頭之位，5月30日之後更是未曾拱手讓人。伊巴涅斯開季前兩個月手感火燙，除打擊率超過三成外，還打出17發全壘打並拿下46分打點，被紐約郵報稱是「最早的MVP人選」。然而他卻在六月中因腹股溝受傷被放入傷兵名單，即便後來傷癒歸隊，也未能在之後打出單月2成60以上的打擊率。雖然伊巴涅斯最後在MVP票選上未獲任何青睞，但他的隊友萊恩·霍華德及蔡斯·阿特利仍打出漂亮的一年，分別在票選上獲得第三及第八高票。費城人本季以93勝69敗（勝率5成74）作收，在國聯東區領先第二的佛羅里達馬林魚達六場勝差。
費城人在國聯分區賽上以三勝一敗擊敗外卡身分晉級的科羅拉多落磯，晉級國聯冠軍賽。他們在那迎戰洛杉磯道奇，並以四勝一敗勝出，成為繼1995年至1996年的亞特蘭大勇士後，首支蟬聯國聯冠軍的球隊。萊恩·霍華德系列賽中極其強大的進攻表現為他贏得了國聯冠軍賽最有價值球員獎。霍華德還在國聯分區賽和國聯冠軍賽中，追平盧·賈里格先前所保有之季後賽連八場有打點的紀錄。費城人隊成為繼2000年至2001年間的紐約洋基後，首支連兩年打入世界大賽的球隊。

### 紐約洋基隊

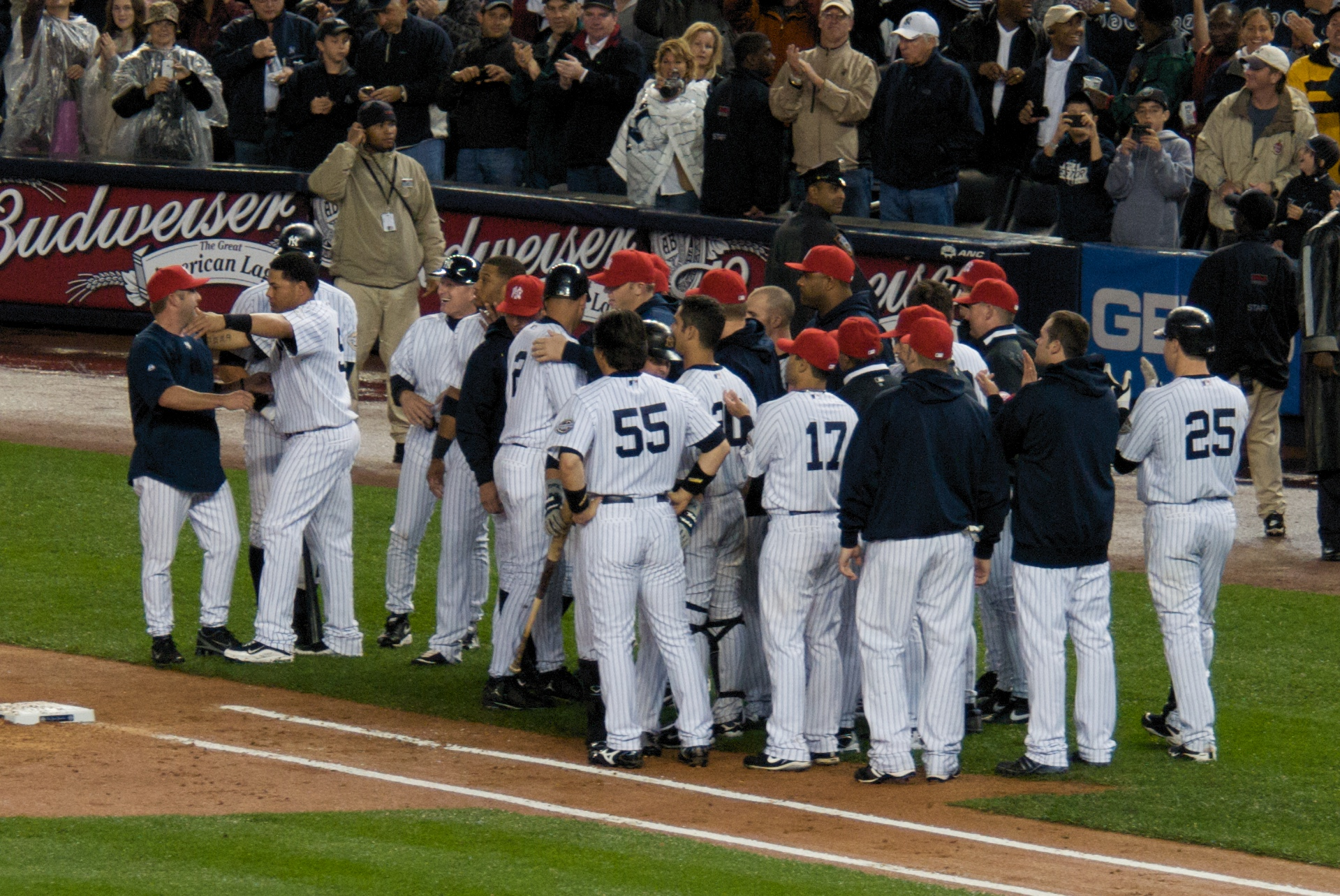
德瑞克·基特打破洋基隊史安打紀錄後，他的隊友正與他慶祝

2008年11月，洋基多年以來的老闆喬治·史坦布瑞納，於休賽季其間將經營權交棒給其子海爾·史坦布瑞納。本次休賽季期間也有諸多球星離隊，包括於2008年11月20日宣布退休的麥克·穆西納，以及成為自由球員的巴比·阿布瑞尤、傑森·吉昂比和卡爾·帕瓦諾等人。洋基也從自由市場上簽下先發投手C·C·沙巴西亞、A·J·柏奈特及一壘手馬克·特薛拉。此外他們還透過與芝加哥白襪的交易，得到外野手尼可拉斯·史威瑟。
洋基於2009年球季啟用洋基體育場為其主場，揮別了已營運84年的老洋基體育場。他們這季拿下美國聯盟東區龍頭，並領先第二名的勁敵波士頓紅襪達八場勝差，以103勝59敗的戰績作收。除了沙巴西亞奪下19勝外，艾力士·羅德里奎茲（A-ROD）和特薛拉兩名強打者的重砲表現亦是奪得龍頭關鍵，其中A-ROD打出30轟、100分打點的表現，而特薛拉則繳出39轟及122分打點的紀錄。終結者馬里安諾·李維拉也在本季與紐約大都會交手的地鐵大戰中，拿下生涯500次救援成功，成為史上第二位達此成就的球員。2009年9月11日，游擊手德瑞克·基特打出生涯第2,722支安打，超越盧·賈里格成為洋基隊史生涯最多安打的球員。
在季後賽的征途上，洋基先於美聯分區賽上三戰解決明尼蘇達雙城，再於美聯冠軍賽中六戰擊敗洛杉磯安那罕天使，奪得自2003年以來的首座美聯冠軍。沙巴西亞因在冠軍賽中拿下兩勝，而被選為美聯冠軍賽最有價值球員。在美聯奪冠後，洋基拿到隊史第40張世界大賽入場券，同時也是繼2003年敗給佛羅里達馬林魚後的第一次。

### 賽前預測
2009年5月，兩隊在洋基體育場進行跨聯盟三連戰，當時費城人隊三戰兩勝。雖然費城人終結者布萊德·李吉連續搞砸第二戰及第三戰的救援機會，但他們最終戰還是在延長賽中逆轉勝。
由於美聯贏下了當年的全明星賽，因此洋基取得本年世界大賽的主場優勢。賽前，各大媒體都對本屆的東岸對戰組合報以熱烈的討論與分析，還大力吹捧兩隊的打線，因為他們在各自的聯盟都是單場平均得分最多的球隊。其中洋基三壘手A-ROD更是在2009年季後賽前幾輪打出佳績，與過往季後賽一條蟲的表現大相逕庭，博得不少媒體的特別關注。兩隊打線一字排開就有20人曾入選全明星賽，另外還有三人曾贏得年度最有價值球員獎，而且兩隊先發打線中，只有費城人捕手卡洛斯·魯伊斯在2009年正規賽季的成績未達10發全壘打。兩隊本季共轟出468發全壘打，比世界大賽史上任一對戰組合的全壘打總和都還多。
兩隊投手群也是賽前被熱烈討論的主要議題之一。像是第一戰的先發投手（C·C·沙巴西亞和克里夫·李）都被視為王牌投手，兩人賽前在2009年季後賽合計防禦率來到極具宰制力的0.96。這個對決還有個看點，就是沙巴西亞和李曾互為克里夫蘭印地安人隊友，也都曾各自在印地安人拿下賽揚獎。在季後賽投手布陣方面，洋基總教練喬·吉拉迪採用的是三人輪轉的先發輪值，而費城人則是以四人輪轉應戰。兩隊輪值間的差異讓今日美國認為費城人將在世界大賽中「佔據優勢（edge）」，因為世界大賽的舉行期間較前幾輪的季後賽為少，使得採用三人輪轉的先發輪值將較為不利。ESPN體育記者傑納·沃傑霍夫斯基批評吉拉迪的戰略，認為第五戰或第六戰應由查德·高汀上陣先發，而非推出僅休息三天的A·J·柏奈特或是安迪·派提特。沃傑霍夫斯基還說到，即便沙巴西亞已證明自己可以在縮短休息天數下仍能上陣，還是應當讓柏奈特和派提特回到正規賽季時的輪值方式。世界大賽開打前，柏奈特差勁的先發表現讓他備受批評，特別是他在美聯冠軍賽第五戰主投六局就失了六分。然而柏奈特先前也曾在短暫休息後先發拿下佳績，此戰前四次這類先發均拿下勝投，留下防禦率2.33的紀錄。紐約時報的泰勒·凱普納（Tyler Kepner）則認為吉拉迪之所以擺出三人輪轉的佈陣，是因為對於四號先發的部分，他沒有太多選擇，無論是高汀或是喬巴·張伯倫，他們在正規賽季都沒有常駐於先發輪值中，而且季後賽前幾輪都拉往牛棚支援。
兩隊的終結者馬里安諾·李維拉和布萊德·李吉也同樣受到矚目，因為他們是2009年季後賽裡唯二沒有搞砸救援機會的終結者，而其他季後賽隊伍的終結者們，在世界大賽前所舉行的24場季後賽中，便救援失敗了11次。兩人在季後賽表現出色，但李吉當年正規賽季防禦率高達7.21，而李維拉的成績則是1.76。此外，李吉2009年的成績與去年的紀錄相去甚遠，因此今日美國認為洋基在這方面占優，還特別提出李吉於同年稍早兩隊交戰的正規賽中，曾兩度登板救援失敗。

### 兩隊出線過程
|  | 分區賽 （美聯分區賽、國聯分區賽） | 分區賽 （美聯分區賽、國聯分區賽） | 分區賽 （美聯分區賽、國聯分區賽） |            |            | 聯盟冠軍賽 （美聯冠軍賽、國聯冠軍賽） | 聯盟冠軍賽 （美聯冠軍賽、國聯冠軍賽） | 聯盟冠軍賽 （美聯冠軍賽、國聯冠軍賽） |  |     | 世界大賽 | 世界大賽 | 世界大賽 |
|  |                                   |                                   |                                   |            |            |                                       |                                       |                                       |  |     |          |          |          |
|  | 1                                 | 紐約洋基                          | 3                                 |            |            |                                       |                                       |                                       |  |     |          |          |          |
|  | 4                                 | 明尼蘇達雙城                      | 0                                 |            |            |                                       |                                       |                                       |  |     |          |          |          |
|  | 4                                 | 明尼蘇達雙城                      | 0                                 |            | 1          | 紐約洋基                              | 4                                     |                                       |  |     |          |          |          |
|  | 美國聯盟                          |                                   |                                   |            | 1          | 紐約洋基                              | 4                                     |                                       |  |     |          |          |          |
|  |                                   | 3                                 | 洛杉磯安那罕天使                  | 2          |            |                                       |                                       |                                       |  |     |          |          |          |
|  | 2                                 | 3                                 | 洛杉磯安那罕天使                  | 2          | 波士頓紅襪 | 0                                     |                                       |                                       |  |     |          |          |          |
|  | 2                                 |                                   |                                   |            | 波士頓紅襪 | 0                                     |                                       |                                       |  |     |          |          |          |
|  | 3                                 | 洛杉磯安那罕天使                  | 3                                 |            |            |                                       |                                       |                                       |  |     |          |          |          |
|  |                                   |                                   |                                   |            |            |                                       |                                       |                                       |  | 美1 | 紐約洋基 | 4        |          |
|  |                                   |                                   | 國2                               | 費城費城人 | 2          |                                       |                                       |                                       |  |     |          |          |          |
|  | 1                                 | 洛杉磯道奇                        | 3                                 |            |            |                                       |                                       |                                       |  |     |          |          |          |
|  | 3                                 | 聖路易紅雀                        | 0                                 |            |            |                                       |                                       |                                       |  |     |          |          |          |
|  | 3                                 | 聖路易紅雀                        | 0                                 |            | 1          | 洛杉磯道奇                            | 1                                     |                                       |  |     |          |          |          |
|  | 國家聯盟                          |                                   |                                   |            | 1          | 洛杉磯道奇                            | 1                                     |                                       |  |     |          |          |          |
|  |                                   | 2                                 | 費城費城人                        | 4          |            |                                       |                                       |                                       |  |     |          |          |          |
|  | 2                                 | 2                                 | 費城費城人                        | 4          | 費城費城人 | 3                                     |                                       |                                       |  |     |          |          |          |
|  | 2                                 |                                   |                                   |            | 費城費城人 | 3                                     |                                       |                                       |  |     |          |          |          |
|  | 4                                 | 科羅拉多洛磯                      | 1                                 |            |            |                                       |                                       |                                       |  |     |          |          |          |

## 背景
本屆世界大賽於2009年10月28日開打，係史上最晚開賽的世界大賽，比先前最遲的2001年還要晚了一天。第四戰舉行於11月1日星期日，而決勝的第六戰則於11月4日開打。本屆是史上第三次結束於十月以外月份的世界大賽；第一次是1918年，當年賽季因第一次世界大戰而縮水，所以整個系列賽都在九月舉行；另外一次是2001年，該季正規賽因九一一襲擊事件而延賽，導致最終世界大賽需打至11月才能完賽。
本季開打不久後，大聯盟主席巴德·賽里格就表達出將世界大賽改為白天舉行的興趣。而本屆世界大賽也確實是自30年以來，首度將開賽時間提前至美國東部時間晚間八點前，但仍舊未施行日間比賽制度。第四戰當天下午，費城老鷹與紐約巨人交手的美式足球比賽因舉行地林肯金融球场就在市民銀行球場街口對面，故其為避免這場比賽結束時影響到世界大賽第四戰的開打，將開賽時間提前到下午一點。在市民銀行球場舉行的第五戰同樣強碰冰球比賽，那天費城飛人要在美聯銀行中心迎戰坦帕灣閃電，為避免衝突，冰球比賽的開賽時間也從晚上七點提前到下午五點。
本次世界大賽的裁判是蓋里·戴維斯（主審）、傑夫·尼爾森、布萊恩·戈爾曼、麥克·艾弗特、達納·德穆斯、喬·韋斯特。本次世界大賽的全體工作人員中，至少有一名裁判未曾出現過去25次世界大賽中的24次；然而即使前幾輪季後賽中有不少裁判誤判，但這名裁判卻未曾發生。
費城人前一年的世界大賽擊敗了坦帕灣光芒，奪得了隊史第二座世界大賽冠軍。洋基前一次打入世界大賽是2003年，但當年敗於佛羅里達馬林魚，而上次贏得世界大賽冠軍已是2000年擊敗紐約大都會。這是洋基與費城人史上第五次在世界大賽交手，也是自1950年以來首度交鋒。此外費城人已經連續四次在世界大賽與美聯東區的隊伍對戰，而洋基也是在最近五次世界大賽中第四度迎戰國聯東區的對手。
本屆世界大賽有兩個暱稱：「收費高速公路大戰（Turnpike Series）」（意指連接紐約及費城的紐澤西收費高速公路）；以及「自由大戰（Liberty Series）」（指的是兩市的象徵：費城的自由鐘及紐約的自由女神像）。
截至2022年，這是洋基的最後一座世界大賽冠軍，也是洋基目前最後一次打入世界大賽的一年。

## 概述
紐約洋基（美聯）以四勝二敗戰績擊敗費城費城人（國聯）
| 場次 | 日期     | 比分            | 場地         | 時長        | 觀眾人數 |
| ---- | -------- | --------------- | ------------ | ----------- | -------- |
| 1    | 10月28日 | 費城人 6:1 洋基 | 洋基體育場   | 3小時27分鐘 | 50,207人 |
| 2    | 10月29日 | 費城人 1:3 洋基 | 洋基體育場   | 3小時25分鐘 | 50,181人 |
| 3    | 10月31日 | 洋基 8:5 費城人 | 市民銀行球場 | 3小時25分鐘 | 46,061人 |
| 4    | 11月1日  | 洋基 7:4 費城人 | 市民銀行球場 | 3小時25分鐘 | 46,145人 |
| 5    | 11月2日  | 洋基 6:8 費城人 | 市民銀行球場 | 3小時26分鐘 | 46,178人 |
| 6    | 11月4日  | 費城人 3:7 洋基 | 洋基體育場   | 3小時52分鐘 | 50,315人 |

## 逐場戰況

### 第一戰
| 費城人 | 0 | 0 | 1 | 0 | 0 | 1 | 0 | 2 | 2 | 6 | 9 | 1 |
| 洋基 | 0 | 0 | 0 | 0 | 0 | 0 | 0 | 0 | 1 | 1 | 6 | 0 |
| 勝投： 克里夫·李（1勝0敗） 敗投： C·C·沙巴西亞（0勝1敗） 全壘打： 費城人：蔡斯·阿特利 2（3局上，1分、6局上，1分） 洋基：無 比賽總記錄 |   |   |   |   |   |   |   |   |   |   |   |   |

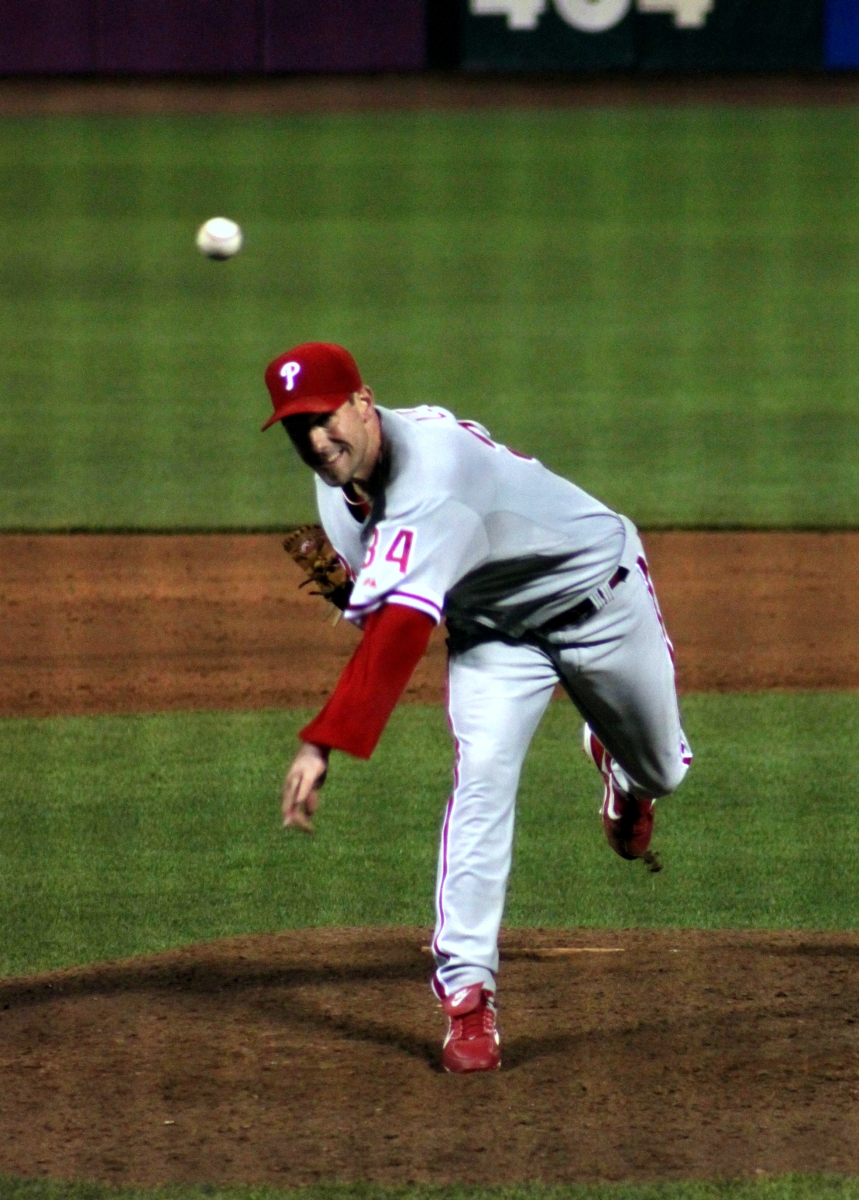
費城人先發投手克里夫·李（圖攝於2009年正規賽）成為首位在季後賽場的系列賽第一戰對洋基完投且未失自責分的投手

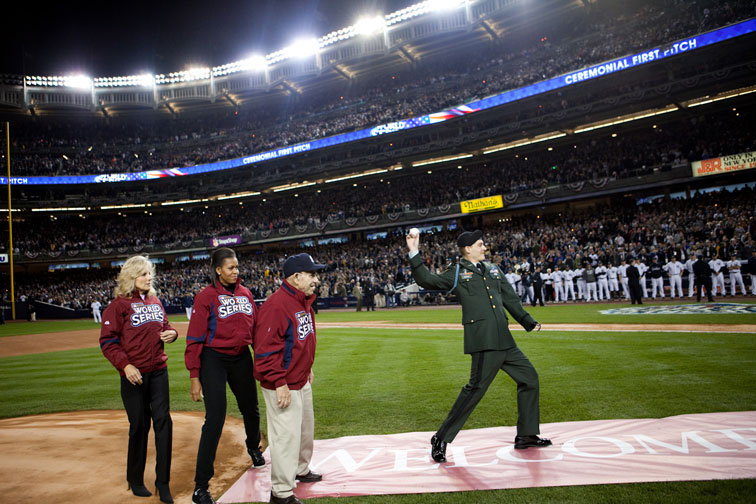
世界大賽開球貴賓在蜜雪兒·歐巴馬、吉爾·拜登及尤吉·貝拉的見證下投出第一球

美國第一夫人蜜雪兒·歐巴馬及美國第二夫人吉爾·拜登陪同前洋基捕手兼二戰老兵尤吉·貝拉前往投手丘見證開球儀式，儀式中由一名伊拉克戰爭老兵負責投出第一球。費城人的萊恩·霍華德在一局上擊出本屆世界大賽的第一支安打，也是一支二壘安打。後來霍華德未能回來得分變成殘壘，雙方也在前兩局均無建樹。三局上半，費城人兩出局後靠著蔡斯·阿特利的陽春全壘打先馳得點。與此同時，費城人先發投手克里夫·李前五局虎虎生風，不僅只被打三支安打無失分，還三振了洋基七個人次。六局上半，阿特利又擊出一支陽春砲，助隊取得2比0領先。之後克里夫·李和C·C·沙巴西亞都續投至七局，直到八局上半洋基才換投菲爾·休斯。結果休斯一上來就保送了頭兩名打者又被換下，由達馬索·馬提登板接替。馬提很快取得兩出局後，又由大衛·羅伯森上場，但後者先保送了傑森·沃斯，然後被勞爾·伊巴涅斯打出一支兩分打點一壘安打。之後費城人又在九局上半靠著謝恩·維克托里諾一壘安打及霍華德的二壘安打各取一分打點，將比數擴大為6比0。最終克里夫·李拿下完投勝，三振十次、僅失一分非自責分且只被打出六支安打，沒有送出任何保送，還創下多項新紀錄：
- 這是克里夫·李生涯第四度在季後賽先發，在這四次先發他都至少投滿七局，未失任何自責分。大聯盟先前只有克里斯提·馬修森也曾在生涯前四場季後賽先發達成此一成就。
- 他也是自1963年山迪·柯法斯以來，首位在世界大賽開幕戰作客布朗克斯打敗洋基的先發左投。
- 他是第一位在季後系列賽首戰面對洋基隊，就完投且未失任何自責分的先發投手。
- 克里夫·李是第一位在世界大賽中先發，奪下十次以上三振且沒有任何的保送和自責分的投手。

### 第二戰
| 費城人 | 0 | 1 | 0 | 0 | 0 | 0 | 0 | 0 | 0 | 1 | 6 | 0 |
| 洋基 | 0 | 0 | 0 | 1 | 0 | 1 | 1 | 0 | X | 3 | 8 | 0 |
| 勝投： A·J·柏奈特（1勝0敗） 敗投： 佩卓·馬丁尼茲（0勝1敗） 救援成功： 馬里安諾·李維拉（1救援成功） 全壘打： 費城人：無 洋基：馬克·特薛拉 1（4局下，1分）、松井秀喜 1（6局下，1分） 比賽總記錄 |   |   |   |   |   |   |   |   |   |   |   |   |

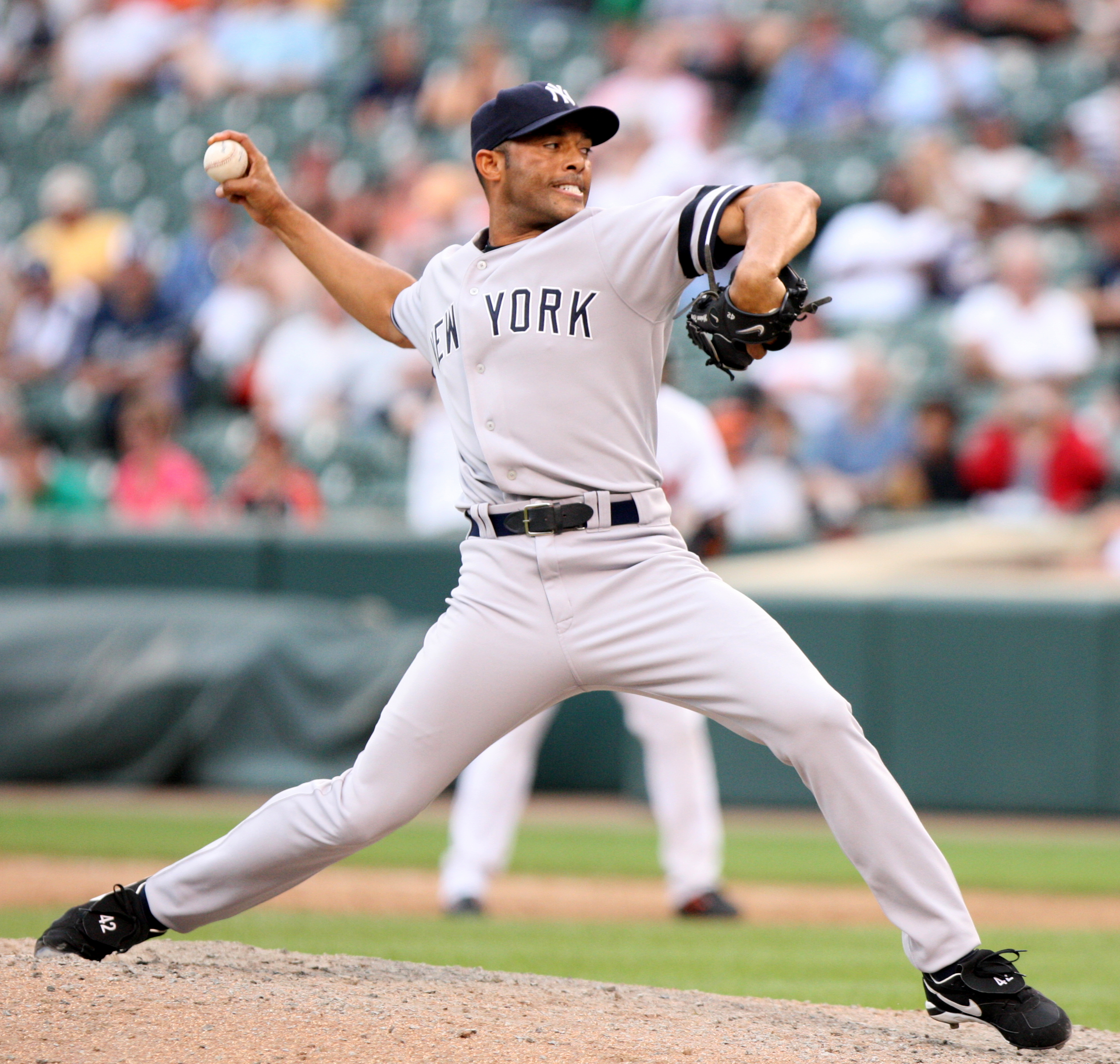
洋基終結者馬里安諾·李維拉在第二戰上場兩局未失分，拿下救援成功（圖攝於2007年正規季賽）

賽前Jay-Z和艾莉西亞·凱斯為洋基體育場的球迷們共同獻唱「帝國之心」。佩卓·馬丁尼茲這場先發是自2004年美國聯盟冠軍賽以來，首度在季後賽與洋基碰頭，同時也是他生涯第二度在世界大賽先發。馬丁尼茲在第二戰「重返洋基體育場」引起了眾多媒體關注，正如賽前新聞發布會上他對記者所言：「當有60,000人在呼喊你名字，等待你的投球時，你就必須將自己視為一個特別的人，一個真正有目的的人。」 
第二戰開打後，費城人二局上半面對A·J·柏奈特，先靠著勞爾·伊巴涅斯場地二壘安打上壘，再靠麥特·史泰爾斯的一壘安打回來得分，取得1比0領先。但洋基靠著馬克·特薛拉及松井秀喜分別在四局下半及六局下半的各一發陽春砲，超前比數。七局下半，馬丁尼茲一上來接連被傑瑞·小赫爾斯頓及梅基·卡布瑞拉擊出安打被迫下場，而接替投球的朴贊浩又被荷黑·波沙達擊出一分打點的一壘安打。接著強尼·戴蒙在一二壘有人的情形下，打出一壘方向較低的平飛球。費城人一壘手萊恩·霍華德抓到了這顆球，並傳給二壘手觸殺已跑到二壘的波沙達。由於一壘審布萊恩·戈爾曼判定霍華德在空中接到球，因此這球變成結束該半局的雙殺守備。但波沙達和總教練喬·吉拉迪都上前強烈抗議，認為這球在被接到前就已落地，但最終未獲裁判採納及改判。ESPN也將其報導為戈爾曼的誤判。這次誤判也是戈爾曼在第二戰兩個被嚴厲批評的判決之一。
洋基先發投手柏奈特主投七局僅失一分，第八局由馬里安諾·李維拉接替登板。八局上半一出局後，費城人靠著吉米·羅林斯的保送及謝恩·維克托里諾的一壘安打攻占兩個壘包，接著蔡斯·阿特利打出滾地球，雖然幾乎要安全上壘，但最終還是形成結束半局的雙殺打。這個判決是戈爾曼在第二戰的第二次爭議判決，他本人事後也承認這是個誤判，並說道：「從定格畫面來看，當（阿特利）踩到壘包時，回傳球似乎還離（特薛拉）有一小段距離」。最終柏奈特在第二戰拿下勝投，李維拉也在上場救援39球並成功製造六個出局數後，奪下生涯季後賽的第38次救援成功，以及世界大賽中的第十次。

### 第三戰
| 洋基 | 0 | 0 | 0 | 2 | 3 | 1 | 1 | 1 | 0 | 8 | 8 | 1 |
| 費城人 | 0 | 3 | 0 | 0 | 0 | 1 | 0 | 0 | 1 | 5 | 6 | 0 |
| 勝投： 安迪·派提特（1勝0敗） 敗投： 科爾·漢梅爾斯（0勝1敗） 全壘打： 洋基：艾力士·羅德里奎茲 1（4局上，2分）、尼可拉斯·史威瑟 1（6局上，1分）、松井秀喜 2（8局上，1分） 費城人：傑森·沃斯 2（2局下，1分；6局下，1分）、卡洛斯·魯伊斯 1（9局下，1分） 比賽總記錄 |   |   |   |   |   |   |   |   |   |   |   |   |

這場比賽因雨延遲了80分鐘，最後於晚間9點17分開打。在開賽儀式上，電視劇「歡樂合唱團」的演員陣容在安珀·萊利的領唱下演唱國歌，同時豎立巨幅美國國旗並有數名軍方成員列席。此戰同樣由費城人先馳得點：二局下半，傑森·沃斯一上來就轟出全壘打，接著費城人又靠著滿壘時的保送以及高飛犧牲打取得3比0領先。洋基在四局上半吹起反攻號角，馬克·特薛拉獲保送後，艾力士·羅德里奎茲打右外野深遠飛球命中全壘打牆上彈出，原本這球被判為場地二壘安打，特薛拉推進至三壘，但裁判經過即時重播後，發現該球打中一台攝影機且該攝影機位於全壘打牆上方，從而改判為兩分打點全壘打，同時這也是A-ROD在世界大賽中的首安。本支全壘打也是首支在季後賽因即時重播而改判的全壘打。另外，這顆球擊中的是福斯廣播公司及大聯盟所共有的攝影機，這支攝影機當時剛好略為深入右外野全壘打牆內。後來這支攝影機在第四戰回歸，其鏡頭這次就與全壘打牆對齊了。巧合的是在本季正規賽時，A-ROD也有一支全壘打是因重播而改判的。
五局上半，尼可拉斯·史威瑟開局的二壘安打又開啟洋基的攻勢，隨後安迪·派提特打出中外野方向的一壘安打送回史威瑟追平比數。這分是派提特生涯季後賽首分打點，也是洋基自1964年的吉姆·包頓以來，首位在世界大賽打出打點的投手。下一棒德瑞克·基特又補上一支一壘安打，接著強尼·戴蒙的二壘安打一棒送回派提特和基特，幫助洋基取得5比3領先。科爾·漢梅爾斯保送了特薛拉後下場，由J·A·哈普登板投球。哈普成功在五局上關門未失分，但下一局還是被尼可拉斯·史威瑟的陽春全壘打砲轟，兩隊比數擴大到三分差。六局下半，沃斯首棒上來又擊出全壘打，將比數追近為4比6，他也成為費城人第二位於本屆世界大賽擊出多發全壘打的球員。
七局上半，查德·杜賓接替哈普投球，但他先保送了強尼·戴蒙，隨後又被後者盜上二壘。接著A-ROD遭觸身球保送，洋基隊再靠荷黑·波沙達的一壘安打送回戴蒙，再下一城。洋基在七局下半換上喬巴·張伯倫登板接替佩提特，並成功連拿三個出局數。八局上半，費城人的布雷特·邁爾斯解決頭兩名打者後，遭到代打張伯倫的松井秀喜狙擊，洋基隊取得8比4領先。九局下半，菲爾·休斯僅投1人次就因被卡洛斯·魯伊斯砲轟陽春全壘打下場，改由馬里安諾·李維拉救援。李維拉最終只以五球就奪兩出局，結束比賽。本場比賽是佩提特生涯第17場季後賽勝投，刷新他在大聯盟締造的紀錄。

### 第四戰
| 洋基 | 2 | 0 | 0 | 0 | 2 | 0 | 0 | 0 | 3 | 7 | 9 | 1 |
| 費城人 | 1 | 0 | 0 | 1 | 0 | 0 | 1 | 1 | 0 | 4 | 8 | 1 |
| 勝投： 喬巴·張伯倫（1勝0敗） 敗投： 布萊德·李吉（0勝1敗） 救援成功： 馬里安諾·李維拉（2救援成功） 全壘打： 洋基：無 費城人：蔡斯·阿特利 3（7局下，1分）、佩卓·菲利茲 1（8局下，1分） 比賽總記錄 |   |   |   |   |   |   |   |   |   |   |   |   |

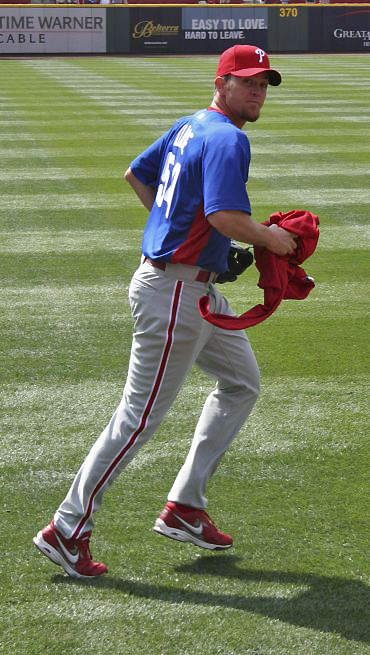
費城人終結者布萊德·李吉在第四戰九局上半失三分，承擔敗投（圖設於2008年正規季賽期間）

本場比賽開打前，德瑞克·基特和亞伯特·普荷斯獲選為2009年漢克·阿倫獎得主。這場比賽是洋基隊總教練喬·吉拉迪採用三人輪轉的先發輪值後的首場考驗，因為C·C·沙巴西亞僅休了三天就再度上陣，這比他在正規賽時的休賽輪值還短。一局上半，基特一上來就擊出一壘安打上壘，隨後強尼·戴蒙的二壘安打助隊攻佔二、三壘。接著馬克·特薛拉的滾地球雖然出局，但成功送回基特得分。下一棒A-ROD遭到觸身球保送，由於賽前他已遭觸身球兩次，因此裁判給予雙方板凳各一次警告。荷黑·波沙達又接著擊出高飛犧牲打再下一城，洋基取得2比0領先。但費城人很快就在一局下半發動反攻，藉由謝恩·維克托里諾和蔡斯·阿特利的兩支二壘安打扳回一城。沙巴西亞故意四壞保送了傑森·沃斯，但最終未再於該局失分。四局下半，費城人先靠萊恩·霍華德的一壘安打上壘，隨後又盜上二壘，並靠著佩卓·菲利茲的一壘安打回來扳平比數。但這分卻出現爭議，因為透過即時重播可以發現到霍華德滑回本壘時，其實並未碰到本壘板：當沙巴西亞傳向二壘時，裁判麥克·艾弗特示意霍華德因守方嘗試觸殺菲利茲而安全上壘。沙巴西亞接著對下一棒卡洛斯·魯伊斯故意四壞球保送，從而失去申訴霍華德本壘爭議的權利。
五局上半，洋基首名打者尼可拉斯·史威瑟獲保送後，靠著下一棒梅基·卡布瑞拉的一壘安打攻占二壘。之後史威瑟靠著基特一壘安打跑回領先分，戴蒙隨後補上一壘安打送回卡布瑞拉，再下一城。六局下半，卡布雷拉因腿後肌受傷退場，由布萊特·加德納接管中外野防區。費城人於七局上半換上朴贊浩接替先發的喬·布蘭頓投球，並成功守下該局未失分。七局下半兩出局後，蔡斯·阿特利轟出個人本次世界大賽的第三發全壘打，將比數追成3比4。洋基換投達馬索·馬提，並成功抓到該局最後一個出局數止血。
萊恩·麥德森於八局上登板，即便他送出一次保送還被敲一支一壘安打，卻還是讓洋基無功而返。喬巴·張伯倫在八局下半接替馬提投球，雖先三振掉頭兩名打者，卻還是在結束該局前被菲利茲打出追平轟。
九局上半，費城人隊派出守護神布萊德·李吉，先後讓松井秀喜和基特分別以飛球和三振出局，但在與戴蒙纏鬥九球後，還是被後者擊出一壘安打。接著輪到特薛拉打擊時，戴蒙先成功盜上二壘，再靠對手針對特薛拉的棒球位置盜上毫無防備的三壘。許多新聞出處都將其稱為「狂奔（mad dash）」，其中紐約郵報的邁克·瓦卡羅更是將其和伊諾斯·史勞特於1946年的那次「狂奔」相提並論。部分評論家相信戴蒙成功連盜兩壘的舉動，讓李吉在該局綁手綁腳，不敢使用有著急遽下滑幅度的拿手滑球，深怕投出暴投讓戴蒙從三壘跑回得分。特薛拉後來遭觸身球保送，之後A-ROD補上二壘安打送回戴蒙得分，洋基再次超前。下一棒波沙達也擊出一壘安打送回特薛拉和A-ROD擴大領先，但他在試圖衝往二壘時被觸殺而結束了這個半局。馬里安諾·李維拉在九局下半登板救援，僅以八球就完成個人系列賽第二次救援成功，助隊取得系列賽3勝1敗的領先。

### 第五戰
| 洋基 | 1 | 0 | 0 | 0 | 1 | 0 | 0 | 3 | 1 | 6 | 10 | 0 |
| 費城人 | 3 | 0 | 3 | 0 | 0 | 0 | 2 | 0 | X | 8 | 9  | 0 |
| 勝投： 克里夫·李（2勝0敗） 敗投： A·J·柏奈特（1勝1敗） 救援成功： 萊恩·麥德森（1救援成功） 全壘打： 洋基：無 費城人：蔡斯·阿特利 5（1局下，3分、7局下，1分）、勞爾·伊巴涅斯 1（7局下，1分） 比賽總記錄 |   |   |   |   |   |   |   |   |   |   |    |   |

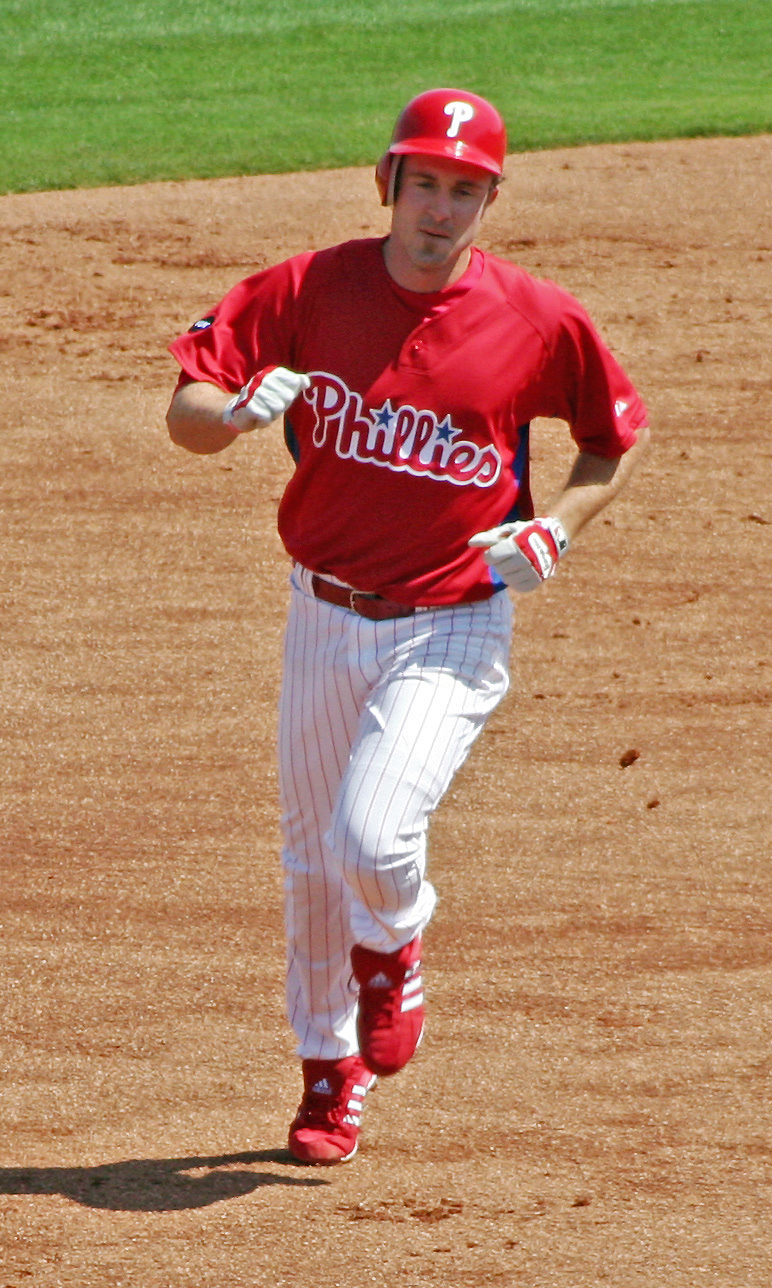
費城人二壘手蔡斯·阿特利在本戰中擊出追平單次世界大賽紀錄的第五發全壘打，圖攝於2007年春訓期間

洋基此戰調整陣容，以拉米羅·佩尼亞取代第四戰因傷退場的梅基·卡布瑞拉進入陣容，並改由布萊特·加德納坐鎮原先卡布瑞拉的中外野防區。第二戰先發投手A·J·柏奈特休息三天後再度於本戰先發，比費城人先發投手克里夫·李還少一天。洋基在一局上半靠著強尼·戴蒙的一壘安打，以及兩出局後A-ROD擊出的二壘安打先馳得點。費城人一局下半就發動反擊，吉米·羅林斯打出一壘安打上壘，隨後謝恩·維克托里諾遭觸身球保送，最後蔡斯·阿特利在兩人在壘情況下轟出三分打點的全壘打，幫助費城人取得3比1領先。三局下半費城人隊繼續擴大優勢：阿特利和萊恩·霍華德先後獲得保送，接著靠傑森·沃斯和勞爾·伊巴涅斯的連續一壘安打再下兩城。此時依然無人出局，洋基將柏奈特換下，由大衛·羅伯森接替投球，但後者還是讓費城人靠著卡洛斯·魯伊斯的滾地球又得一分。
羅伯森四局下半續投，未讓費城人再有得分進帳。荷黑·波沙達於五局上半上場代打荷西·摩里納，但打出滾地球出局。艾瑞克·辛斯基接著代打羅伯森獲保送，並靠著德瑞克·基特的一壘安打上到三壘，下一棒戴蒙雖然滾地球出局，但辛斯基也趁機回本壘得分。五局下半洋基換投阿爾弗雷多·阿瑟維斯，他面對第一名打者傑森·沃斯被擊出中野深遠飛球，但中外野手布瑞特·加德納的美技接殺了這球，而阿瑟維斯也成功讓後兩棒伊巴涅斯和魯伊斯都以滾地球出局，成功為洋基守住該局不失分。洋基在七局下半再次換投菲爾·科克，這讓兩位費城人球員追平世界大賽的紀錄：阿特利首先擊出本系列賽第五發全壘打，追平瑞吉·傑克森所保有的單次世界大賽最多全壘打紀錄；接著科克三振掉了霍華德，讓後者在本次世界大賽中被三振數來到12次，追平了威利·威爾遜原先創下的單次世界大賽最多被三振紀錄。最終科克在挨了伊巴涅斯擊出的另一轟之後退場，由菲爾·休斯接替登板。
維克托里諾在八局上半由班·弗朗西斯科接替換防，而先發投手克里夫·李先後被戴蒙、馬克·特薛拉分別擊出一壘安打、二壘安打，接著又被A-ROD擊出兩分打點二壘安打後退場。朴贊浩登板接替李投球，讓尼克·史威瑟擊出滾地球出局，A-ROD則趁傳上到三壘。之後羅賓森·坎諾以高飛犧牲打送回A-ROD再下一城。萊恩·麥德森於九局上半登板救援，在無人出局的情況下先後被波沙達和松井秀喜分別打出二壘安打及一壘安打。麥德森面對一三壘有人的情形下，讓基特打出滾地球形成雙殺打，雖還是失去波沙達這分，但成功清空壘上的跑者。下一棒戴蒙擊出一壘安打，讓登上打擊區的特薛拉成為追平分的代表。但麥德森三振了特薛拉，奪得個人首次世界大賽中的救援成功。許多新聞媒體如傑納·沃傑霍夫斯基等人都對洋基第三戰後三人輪轉的先發輪值予以批評 ，並主張柏奈特差勁的先發表現乃肇因於不足的輪休期間。然而，柏奈特本戰前也曾在先發輪休未滿四天的情形下，拿下生涯4勝0敗防禦率2.33的表現。

### 第六戰
| 費城人 | 0 | 0 | 1 | 0 | 0 | 2 | 0 | 0 | 0 | 3 | 6 | 0 |
| 洋基 | 0 | 2 | 2 | 0 | 3 | 0 | 0 | 0 | X | 7 | 8 | 0 |
| 勝投： 安迪·派提特（2勝0敗） 敗投： 佩卓·馬丁尼茲（0勝2敗） 全壘打： 費城人：萊恩·霍華德 1（6局上，2分） 洋基：松井秀喜 3（2局下，2分） 比賽總記錄 |   |   |   |   |   |   |   |   |   |   |   |   |

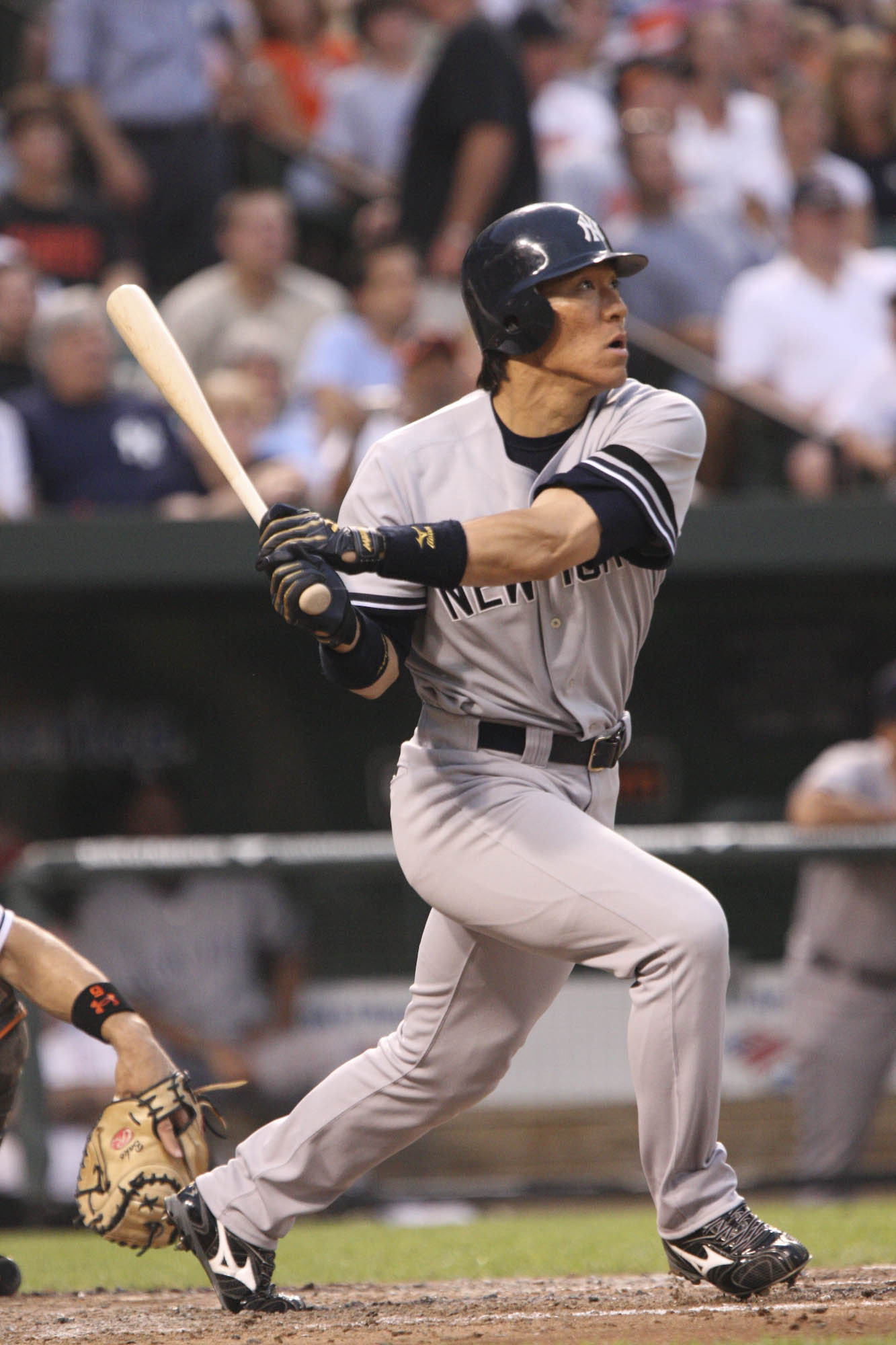
洋基指定打擊松井秀喜追平世界大賽單場打點數的紀錄，並贏得世界大賽最有價值球員獎，圖攝於2007年正規賽季

本戰是繼2003年以來首度打到第六戰的世界大賽，同時也是世界大賽史上最長未曾打到第六戰的期間。賽前，布朗克斯當地人瑪麗·布萊姬獻唱「星條旗之歌」。安迪·派提特經過三天休息後上陣先發，係洋基在這個系列賽上第三度派出僅休三天的先發投手。費城人本戰的先發則是佩卓·馬丁尼茲，他戲稱自己和對手安迪·派提特都是「老山羊」，並坦承紅襪球迷都在為他加油：「我知道他們不喜歡洋基贏，即便是在任天堂的遊戲裡」。
二局下半洋基的艾力士·羅德里奎茲靠著保送上壘，接著指定打擊松井秀喜轟出兩分打點全壘打，助隊先馳得點。費城人三局上半立刻發動反攻，靠著卡洛斯·魯伊斯的三壘安打及吉米·羅林斯的高飛犧牲打追回一分。三局下半，松井秀喜又再次反擊，於滿壘的情形下擊出一壘安打，送回德瑞克·基特和強尼·戴蒙。戴蒙因跑回本壘時受傷，因此四局上半改由傑瑞·小赫爾斯頓接防他的守區。

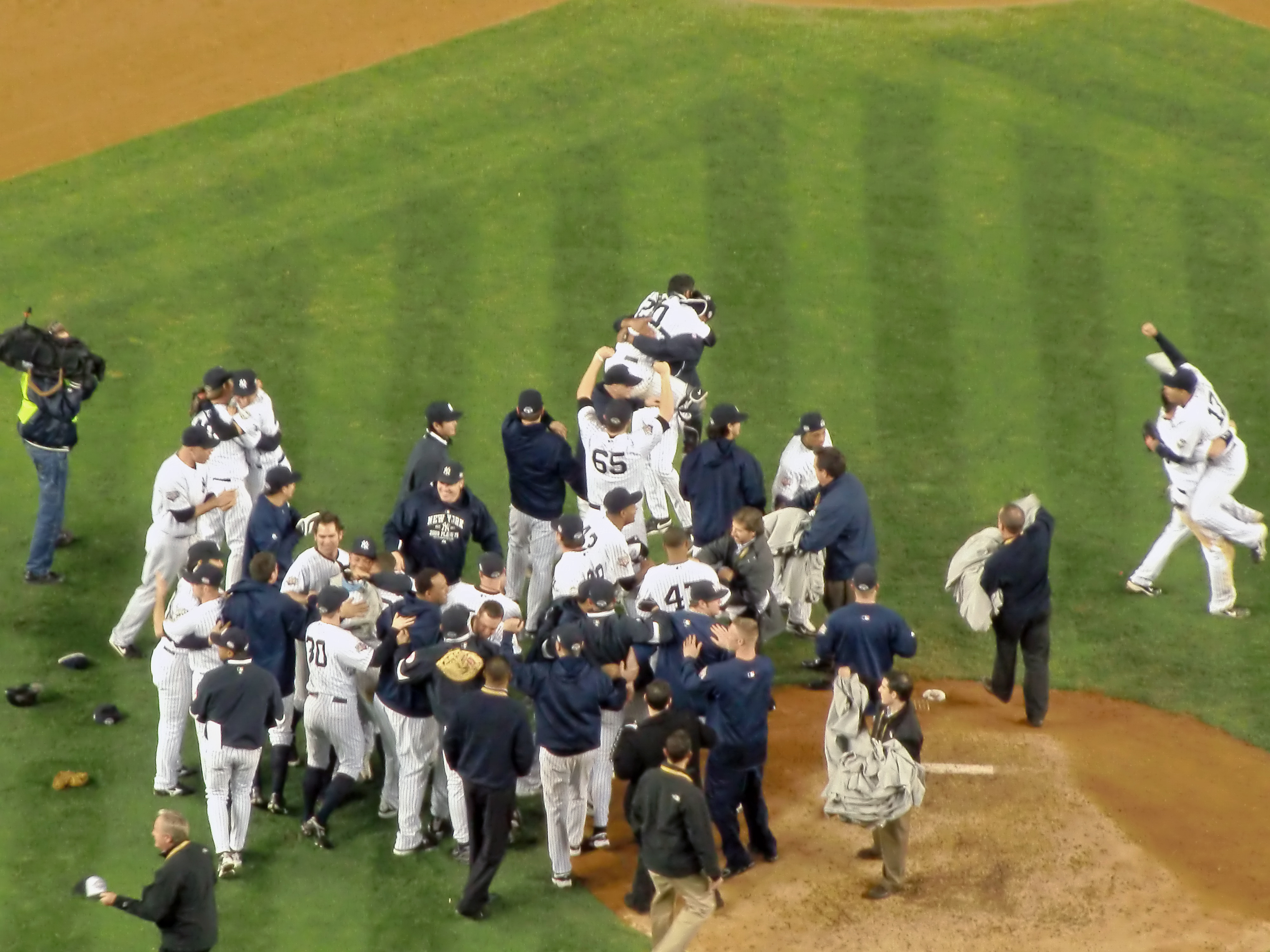
洋基以7比3獲勝後，隊員們正在慶祝奪得隊史第27座世界大賽冠軍

費城人先發投手佩卓·馬丁尼茲主投四局失四分後退場，第五局由查德·杜賓登板。杜賓先被基特打出場地二壘安打，之後赫爾斯頓犧牲觸擊將基特送上三壘，然後靠馬克·特薛拉的一壘安打又添一分。杜賓接著又對A-ROD投出觸身球，於是他在僅解決一人的情形下被換下場，由J·A·哈普接替投球。但哈普還是被松井秀喜擊出兩分打點二壘安打，同時也是後者在本場比賽的第五及第六分打點，追平了鮑比·理查森在1960年所創下的世界大賽單場最多打點的大聯盟紀錄。
費城人在六局上半再次反攻，蔡斯·阿特利獲保送後，萊恩·霍華德補上一發兩分砲，將比數追成3比7。勞爾·伊巴涅斯又擊出右外野方向的二壘安打後，喬巴·張伯倫登板接替安迪·派提特投球，並成功手下該局未讓費城人隊再越雷池一步。六局下半費城人局中換投朴贊浩，守下了該局洋基的攻勢。張伯倫七局上半讓兩人上壘後，由達馬索·馬提上場中繼，三振掉了阿特利，力保該局不失分。七局下半，朴贊浩被A-ROD擊出一壘安打後，費城人派出史考特·艾爾接替投球。隨後A-ROD盜上二壘，荷黑·波沙達又獲故意四壞球保送，洋基攻佔一二壘，但最終仍是無功而返。
八局上半，馬提三振掉霍華德取得一人出局，而霍華德這次三振也刷新世界大賽紀錄，以系列賽被13次三振成為史上單一一次世界大賽被三振最多次的球員。抓到該出局後，馬提被換下，由洋基守護神馬里安諾·李維拉上場。雖然李維拉該局被伊巴涅斯擊出二壘安打，但最終還是守下未失分。艾爾在八局下半抓到兩出局後，由萊恩·麥德森登板投球，後者雖被基特擊出一壘安打，但後來還是成功結束該局未失分。九局上半，費城人啟用代打麥特·史泰爾斯作為首名打者，但他打出平飛球遭接殺。之後李維拉雖然保送了魯伊斯，卻還是成功解決羅林斯和維克托里諾，幫助洋基隊以7比3取勝，並拿下世界大賽的冠軍。派提特獲勝投，更將個人所保有的大聯盟生涯季後賽奪勝紀錄擴大為18場。

### 系列賽總比數
2009年世界大賽（4勝2敗）：紐約洋基（美聯）擊敗費城費城人（國聯）奪冠
| 費城人                                                                                               | 4 | 4 | 5 | 1 | 0 | 4 | 3 | 3 | 3 | 27 | 44 | 2 |
| 洋基                                                                                                 | 3 | 2 | 2 | 3 | 9 | 2 | 2 | 4 | 5 | 32 | 49 | 2 |
| 總觀眾人數： 289,087人 平均觀眾人數： 48,181人 勝隊球員份額： $350,029.99 敗隊球員份額： $265,357.50 |   |   |   |   |   |   |   |   |   |    |    |   |

## 轉播
福斯體育已在美國連續十年轉播世界大賽，並派出主播喬·巴克及球評提姆·麥卡佛進行播報。本次世界大賽亦在ESPN進行廣播轉播，由強·米勒和喬·摩根負責播報。福斯體育西語頻道則為美國西語觀眾提供世界大賽轉播。兩隊的旗艦台廣播都由各自地方播報員負責轉播：費城地區由WPHT負責費城人主場的英語轉播，由史考特·弗蘭澤克、湯姆·麥卡錫、克里斯·惠勒、賴瑞·安德森和蓋瑞·馬修負責轉播，而WUBA則負責球隊的西語轉播。而紐約地區則由WCBS負責洋基主場的英語轉播，由約翰·斯特林和薩辛·瓦德曼負責轉播。本次轉播讓瓦德曼成為第一位在廣播中轉播世界大賽的女播報員。另外，XM衛星廣播也提供各戰多個訊號源給其訂閱者觀看。

### 收視率
2009年世界大賽的收視率極佳，第一戰就有1950萬名觀眾數，2000年後收視率僅次於2004年世界大賽的開幕戰，更是比2008年的開幕戰高出29%。另外，第四戰也以2280萬觀眾數成為系列賽最多人觀看的一場，同時成為自2004年以來最多人觀看的第四戰，以及成為自2001年以來「非決戰第四場」最多人觀看的一年。2009年世界大賽平均每場獲得11.7的收視率，係自2004年世界大賽以來最高，也是自2007年至今唯二世界大賽平均每場收視率上十位數之一，另外一年即2016年世界大賽。
| 場次 | 收視率 （家庭數） | 收視份額 （家庭數） | 美國觀眾數 （百萬人） | 來源    |
| ---- | ----------------- | ------------------- | --------------------- | ------- |
| 1    | 11.9              | 19                  | 19.5                  | [ 136 ] |
| 2    | 11.7              | 19                  | 18.9                  | [ 139 ] |
| 3    | 9.1               | 18                  | 15.4                  | [ 140 ] |
| 4    | 13.5              | 22                  | 22.8                  | [ 137 ] |
| 5    | 10.6              | 16                  | 17.1                  | [ 141 ] |
| 6    | 13.4              | 22                  | 22.3                  | [ 142 ] |

## 影響與後續
兩隊都有球員因在2009年賽季中的表現而獲獎：洋基的馬克·特薛拉和德瑞克·基特分別贏得金手套獎及銀棒獎；而費城人的吉米·羅林斯和謝恩·維克托里諾也都贏得金手套獎，蔡斯阿特利也拿下銀棒獎。李維拉被選為2009年年度救援王，並被體育新聞選為年度職業運動員。第四戰在頒發漢克·阿倫獎前，基特先贏得了羅伯托·克萊門特獎並被運動畫刊選為2009年年度最佳體育人物。松井秀喜因其表現拿下了世界大賽最有價值球員獎，成為首位贏得此殊榮的日籍球員與全職指定打擊。松井秀喜也是繼前明尼蘇達雙城球員丹·格拉登後，第二名於北美和日本都贏得過職棒冠軍的球員。本次世界大賽有不少相關事物被送往美國國家棒球名人堂暨博物館，其中包括當年基特和松井秀喜所使用的球棒；李維拉、李和派提特的球帽；以及強尼·戴蒙的防滑鞋。

### 洋基

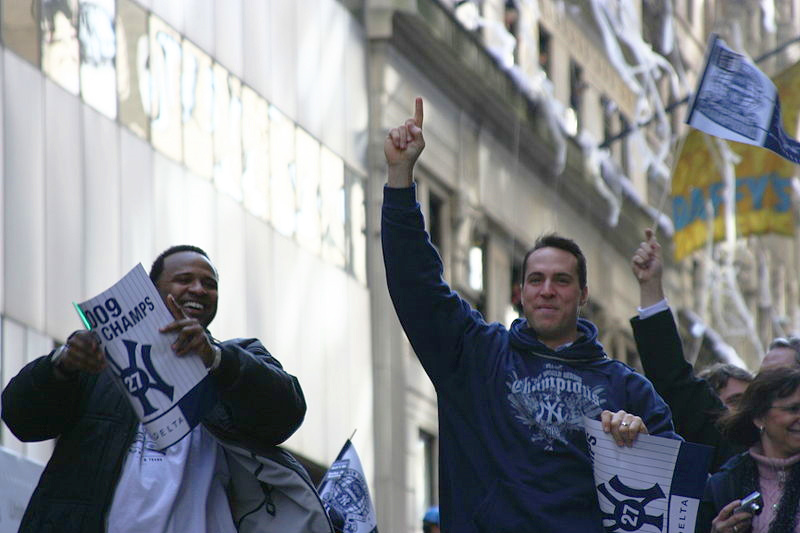
封王遊行期間的C·C·沙巴西亞和馬克·特薛拉

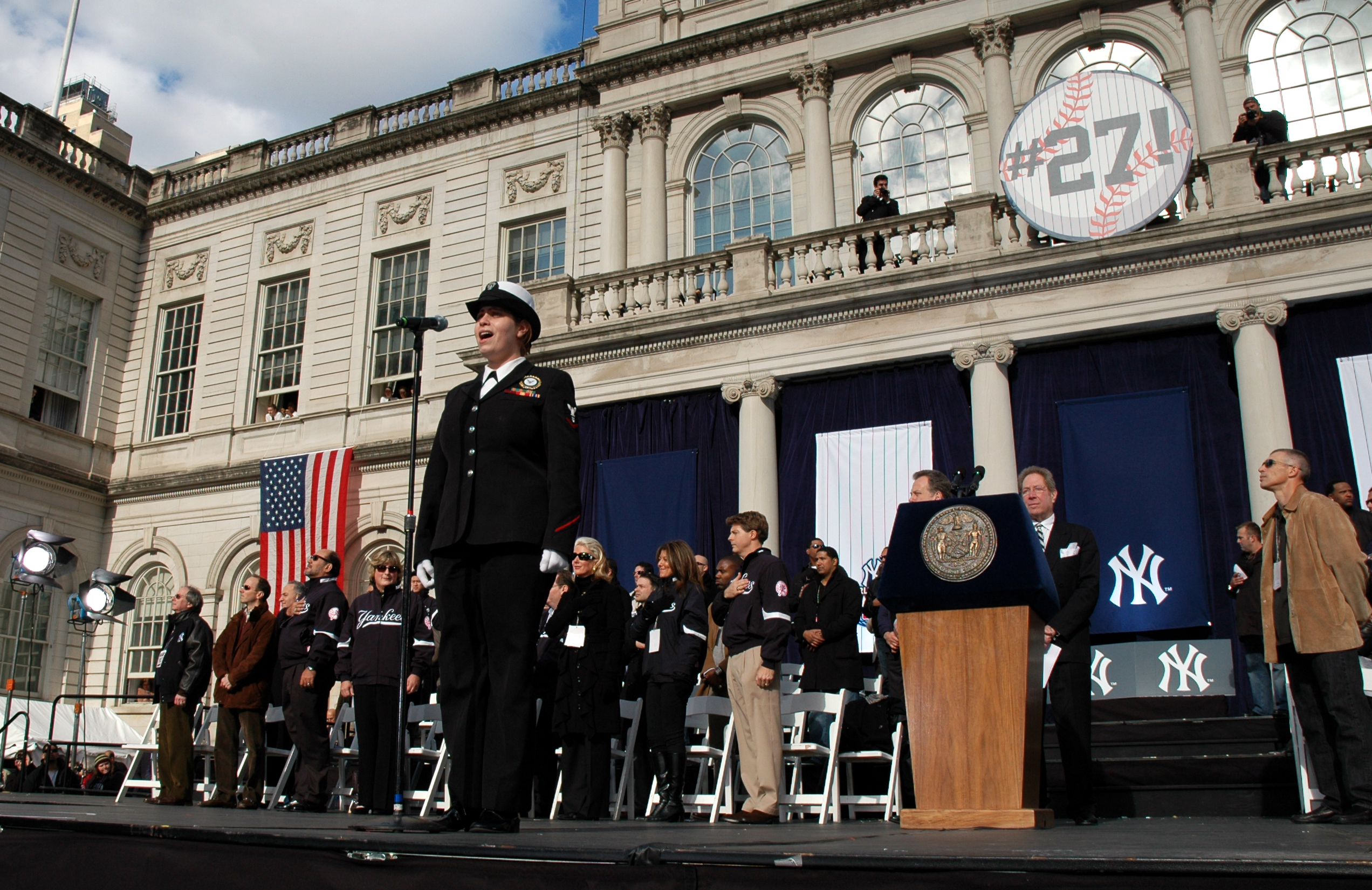
紐約市政廳前的紙帶遊行

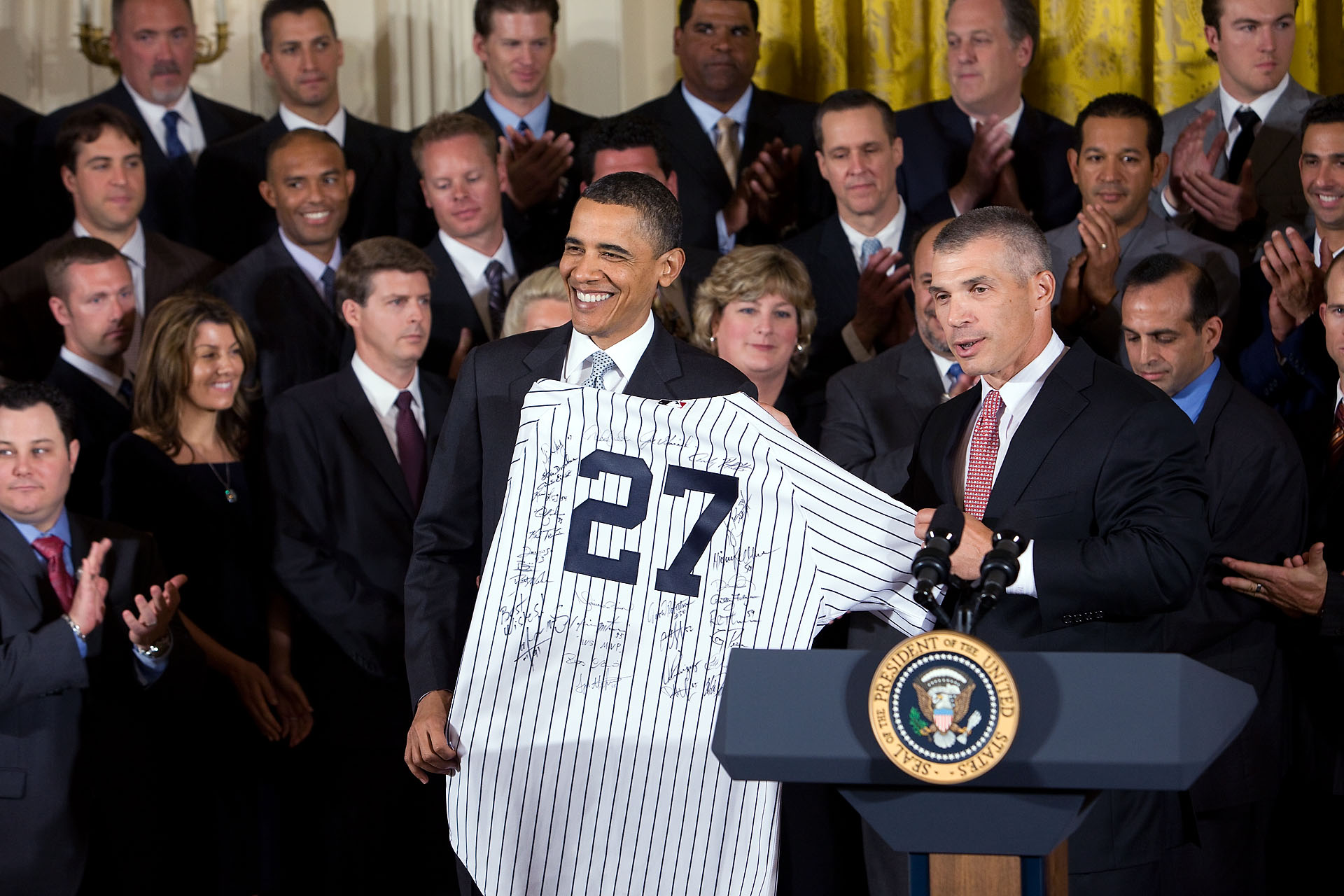
時任美國總統巴拉克·歐巴馬在白宮會見2009年世界大賽冠軍的紐約洋基

洋基在贏下本次世界大賽後，隊史冠軍數來到了27座，遠超其他任何北美職業運動隊伍的紀錄。這座冠軍是洋基啟用新球場的第一年就拿下，而他們在前一座老洋基體育場也同樣是啟用的第一年就贏得當年世界大賽的冠軍。有些體育寫手將本座冠軍視作艾力士·羅德里奎茲的個人成功，因為他拿下了個人首座世界大賽冠軍，並在季後賽表現優異，擺脫了先前被稱為「窒息者和輸家（choker and a loser）」的惡名。A-ROD在此次世界大賽前已出賽2,166場正規季賽，但從未參加過世界大賽，是當時活躍球員中除小肯·葛瑞菲外最多的。
洋基奪冠的關鍵歸功於多個不同的來源：許多球員都因優秀表現而深受好評，包括世界大賽MVP松井秀喜；休賽季期間簽下的馬克·特薛拉、C·C·沙巴西亞、A·J·柏奈特；以及被稱為洋基核心四人的德瑞克·基特、馬里安諾·李維拉、安迪·派提特以及荷黑·波沙達，他們全曾於1990年代為洋基隊打下當時的王朝霸業。總教練喬·吉拉迪出色的表現也歸於他的帶隊管理，特別是他決定以三先發作為洋基季後賽的先發輪值模式。洋基亦是自1998年的聖地牙哥教士以來，首支在世界大賽中僅用三先發的球隊。
洋基部分成員也將世界大賽冠軍呈給球隊老闆喬治·史坦布瑞納，當時他才剛宣布將從洋基隊主要管理層中淡出。史坦布瑞納後來於隔年的全明星賽當天逝世，享壽80歲。11月6日，洋基在紐約市曼哈頓的「英雄峽谷」舉行封王遊行。2010年1月初，洋基派出一組球員、教練東尼·佩納及球隊副總裁菲利克斯·羅培茲帶著聯盟主席獎盃前往多明尼加，拜會時任多明尼加總統萊昂內爾·費南德斯。洋基2009年冠軍隊成員多數在隔年開幕日，就領到屬於他們的冠軍戒，而於2010年轉到天使的松井秀喜，則是於天使當年首次作客布朗克斯參加洋基主場開幕戰時，由主隊洋基呈給他戒指。此外他們也於2010年4月前往白宮拜會時任美國總統巴拉克·歐巴馬，並送給總統簽名球衣。
隔季洋基以外卡身分重返季後賽，但他們在美聯冠軍賽上敗給德州遊騎兵，其中還包括被前費城人王牌克里夫·李以8比0完封，這場之後克里夫·李已取得季後賽七連勝，其中三勝就是從洋基手中取得。洋基曾於2010年賽季試圖從西雅圖水手交易來李，但最終失敗。後來洋基曾於2012年、2017年及2019年再次打入美聯冠軍賽，但均鎩羽而歸，未能重演打入世界大賽的光景。

### 費城人
洋基在第四戰勝出取得三勝一敗的領先後，費城詢問報不慎將美斯百貨恭賀費城人世界大賽奪冠的四分之三頁廣告登出，上頭還附有費城人冠軍T恤的圖樣，詢問報隨後也為此作出道歉。
運動畫刊的專欄作家李·詹金斯（Lee Jenkins）將費城人敗陣的原因歸因於投手陣容的深度，並指出洋基在系列賽中共三名不同的先發投手奪勝，而費城人隊只有克里夫·李拿過勝投。費城人2008年季後賽時的強投們（包括先發投手科爾·漢梅爾斯及終結者布萊德·李吉），在本屆世界大賽各自唯一出賽時都表現的相當掙扎。而曾於國聯冠軍賽表現極佳的費城人牛棚，也在世界大賽中接連失手，光是在11+2⁄3局的投球中，就失掉七分自責分，防禦率高達5.40。ESPN的小豪爾赫·阿蘭古爾（Jorge Arangure Jr.）則將費城人的敗北部分原因歸咎於缺乏打擊的攻勢，並指出全隊在世界大賽中的打擊率僅2成27。只有整個系列賽打出五發全壘打的蔡斯·阿特利表現優異，而且他還貢獻費城人所有90個壘打數中的22個，與此相較，謝恩·維克托里諾及吉米·羅林斯的打擊表現都相當掙扎，而國聯冠軍賽MVP萊恩·霍華德更是在世界大賽中苦吞13次三振。
2010年賽季開打前，費城人重組投手群以提升投手戰力：首先在同一個四方2009年季後賽上的王牌投手克里夫·李交易走，並交易來多倫多藍鳥王牌投手羅伊·哈勒戴。費城人後來於2010年以全聯盟最佳戰績重返季後賽，但於國聯冠軍賽中敗給當年冠軍舊金山巨人。克里夫·李於2011年成為自由球員後，重新與費城人簽約加盟，連同2010年交易大限前來到費城人的洛伊·奧斯華，加上已在陣中科爾·漢梅爾斯和羅伊·哈勒戴，並稱費城人的「四大王牌（The Four Aces）」。 如此豪華的陣容加上更有經驗的打線，讓費城人再度成為世界大賽冠軍的大熱門，但他們卻在當年國聯分區賽五戰敗給後來的冠軍聖路易紅雀，結束了失望的一季，且自該年後費城人更是在季後賽裡一勝難求。

### 大衛·帕特森門票醜聞
時任紐約州州長大衛·帕特森也是第一戰的觀眾之一，其所屬政黨收到五張本壘板後方的門票。2010年3月3日，紐約公共誠信委員會（the New York Commission on Public Integrity）發現帕特森違反了公職人員送禮的相關州法律，而且他還向委員會撒謊說他打算支付門票費。委員會後來進一步發現，帕特森利用職權向洋基索要五張免費門票，而且實情與證詞完全不同，他不僅從未想為這些門票付錢，以他之名所發的支票也是在案子開始調查後才寫出。為此，委員會對帕特森判處6萬2125美元的罰款。

## 註腳
1. ↑  本屆世界大賽較以往延遲，是因為第二屆世界棒球經典賽於2009年3月進行，且有不少大聯盟現役球員參與的關係，使得本季大聯盟賽程均向後順延；除此之外，2001年世界大賽亦曾因911恐怖攻擊而推遲到十一月舉行。
2. ↑  early MVP candidate
3. ↑  How great would that be? A World Series here, us against the Yankees? We've proved we can put on a pretty good show.
4. ↑  2008年李吉拿下全部的41次救援機會，且出賽62場的防禦率僅1.95，還奪下92次三振
5. ↑  當年他還在紅襪（英语：2004 Boston Red Sox season）時也參與了這場基襪世仇的比賽
6. ↑  When you have 60,000 people chanting your name, waiting for you to throw the ball, you have to consider yourself someone special, someone that really has a purpose out there.
7. ↑  波沙達在一壘，卡布瑞拉在二壘
8. ↑  "on a freeze frame, it looks like there's a little bit of a ball outside [Teixeira's] glove when [Utley] hits the bag."
9. ↑  曾一度取得兩好球，而且還包括四次界外球
10. ↑  但這過程中他也與外野全壘打牆相撞
11. ↑  old goats，在英文中除了有「老色鬼」之意以外，此處亦取討厭的老人之意思
12. ↑  I know that they don't like the Yankees to win, not even in Nintendo games
13. ↑  此時並非能取得救援成功的狀況
14. ↑  詳細可參見世界大賽電視收視率（英语：World Series television ratings）
15. ↑  他曾代表讀賣巨人隊於1994年日本大賽（英语：1994 Japan Series）出賽，並與同為球隊一員的松井秀喜一同奪冠
16. ↑  每張價值達425美元

## 外部連結
- Mlb.com上的2009年世界大賽
- ESPN.com （页面存档备份，存于）上的2009年世界大賽 （页面存档备份，存于）
- 紐約洋基隊奪冠頁面 （页面存档备份，存于）